# Mike Pence
Michael Richard (Mike) Pence (Columbus, Indiana, 7 juni 1959) is een Amerikaans politicus van de Republikeinse Partij. Hij was van 20 januari 2017 tot 20 januari 2021 de 48e vicepresident van de Verenigde Staten onder president Donald Trump.

## Biografie

### Jeugd en studies
Michael Richard Pence werd geboren in een katholieke familie van Ierse origine. Hij behaalde zijn diploma middelbaar onderwijs in 1977 aan de Columbus North High School. In zijn latere jaren was hij al lid van de Democratische Partij en keek hij op naar de vermoorde president John F. Kennedy.
Pence studeerde daarna geschiedenis aan het Hanover College (1981) en rechten aan de universiteit van Indiana (1986). In die periode bekeerde hij zich tot het evangelisch protestantisme en werd hij ook lid van de Republikeinse Partij.

### Talkshowhost
In 1988 en 1990 stelde Pence zich twee keer tevergeefs kandidaat voor het Amerikaans Congres. Na zijn verloren campagnes werd hij een succesvol radiotalkshowhost in Indiana. Hij noemde zichzelf de "Rush Limbaugh on decaf" omdat hij zichzelf ook als conservatief bestempelde, maar niet zo uitgesproken als zijn collega-presentator Limbaugh. Zijn radioprogramma was op de weekdagen te horen tussen 9 en 12 op 18 radiostations in Indiana. Tussen 1995 en 1999 verzorgde Pence ook een politiek televisieprogramma vanuit Indianapolis tijdens het weekend.

### Huis van Afgevaardigden
In 1999 besloot hij om nogmaals deel te nemen aan de verkiezingen voor het Huis van Afgevaardigden, dit keer met succes. Van 2001 tot 2013 zetelde hij er twaalf jaar lang als afgevaardigde voor zijn thuisstaat. In het Huis van Afgevaardigden was hij van 2009 tot 2011 de Republikeinse fractievoorzitter (Republican Conference Chairman). Pence is een overtuigd evangelisch christen en een sociaal conservatief. Hij steunde al vrij snel de Tea Party-beweging nadat die in 2009 ontstond.

### Gouverneur van Indiana
In mei 2011 maakte Mike Pence bekend dat hij een gooi ging doen naar het gouverneurschap van Indiana. Bij de verkiezingen in 2012 won hij van de Democraat John R. Gregg en de Libertarische kandidaat Rupert Boneham. In 2013 keerde Pence dus terug naar Indiana om er de 50e gouverneur van Indiana te worden. Hij voerde een significante belastingverlaging in, terwijl het begrotingsoverschot van de staat bleef groeien. Hij nam ook verschillende initiatieven om meer geld voor onderwijs vrij te maken en voerde wetgeving in om het ongeboren leven beter te beschermen en de godsdienstvrijheid te garanderen. In 2015 vond er een hiv-uitbraak plaats in Indiana, die in verband gebracht werd met abortus- en gezondheidsbeleid onder Pence. Hij onttrok geld aan Planned Parenthood, een pro-abortusorganisatie die hiv-testen verzorgde in het district dat later getroffen werd door de uitbraak, en wachtte maanden met het goedkeuren van een spuitomruil vanwege zijn gewetensbezwaren.
Pence is een gekend voorstander van de beschermwaardigheid van het menselijk leven vanaf de conceptie. Zo ondertekende hij in juli 2016 een wet die het uitvoeren van abortus provocatus omwille van ras, geslacht of handicap van het kind verboden maakt. Hij vindt ook dat het huwelijk moet voorbehouden worden voor de verbintenis tussen één man en één vrouw en dat de wetgeving hieromtrent materie is voor de staten en niet voor de federale regering.

### Vicepresident van de Verenigde Staten

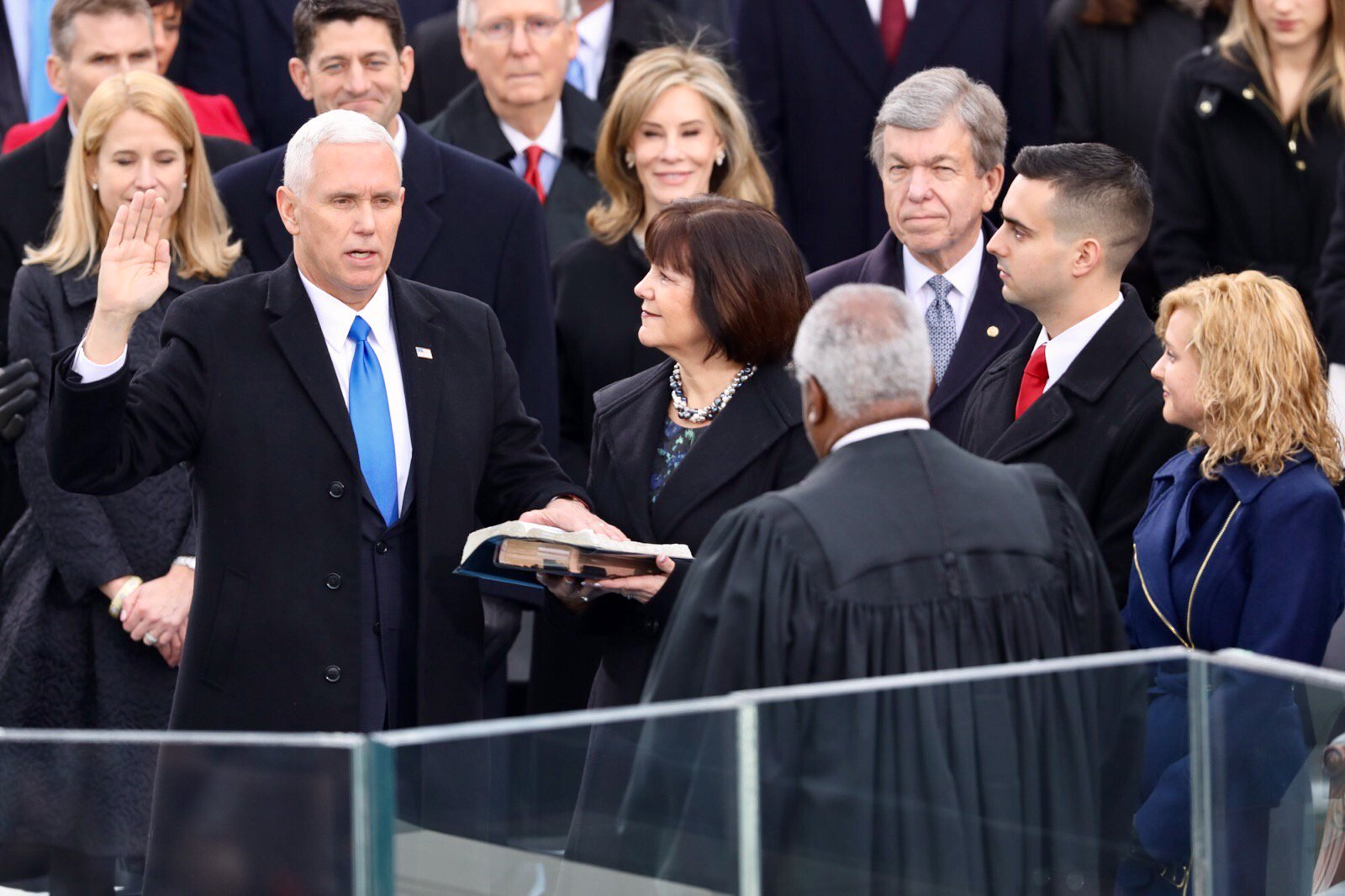
Mike Pence legt de eed af als vicepresident van de Verenigde Staten op 20 januari 2017.

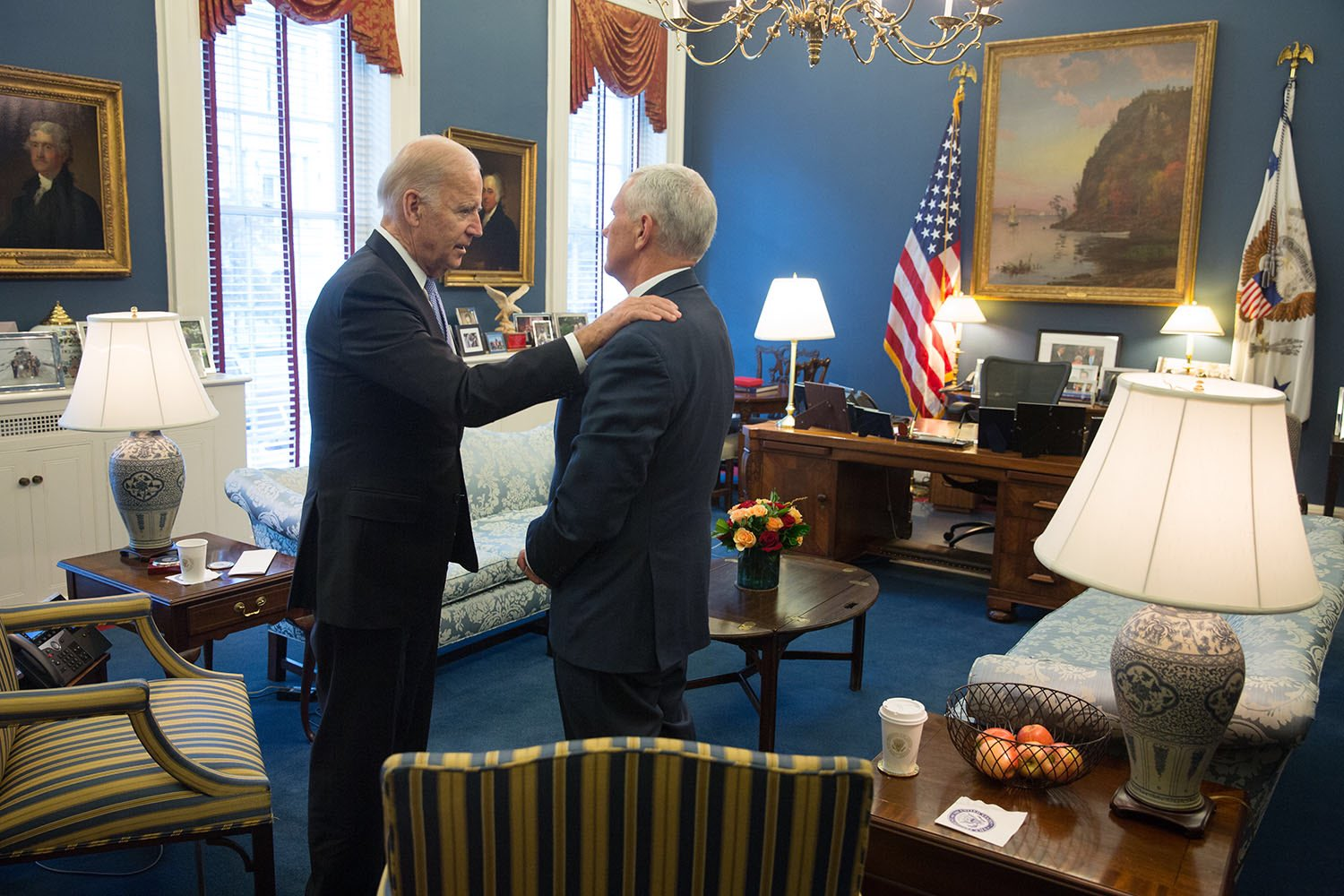
Mike Pence met Joe Biden in het Witte Huis op 10 november 2016

Verkiezingscampagne-logo van Trump en Pence

In juli 2016 werd hij de running mate van de Republikein Donald Trump voor de Amerikaanse presidentsverkiezingen 2016. Tijdens de verkiezingscampagne was er één debat tussen de twee voornaamste vicepresidentskandidaten. Pence nam het op 4 oktober 2016 op tegen de Democratische kandidaat Tim Kaine. Het debat vond plaats aan de Longwood University en werd gemodereerd door CBS-journaliste Elaine Quijano. Volgens nieuwszender CNN won Pence het debat. CNN baseerde zich hiervoor op een opiniepeiling.
Op 11 november nam hij de leiding van het transitieteam over van Chris Christie. Dat team speelt een belangrijke rol in de machtsoverdracht van de oude naar de nieuwe president.
Op 9 januari 2017 legde Pence zijn functie als gouverneur van Indiana neer en op 20 januari 2017 werd Mike Pence beëdigd als vicepresident van de Verenigde Staten van Amerika. Hij werd beëdigd door Clarence Thomas die daarbij de bijbel gebruikte van Ronald Reagan en de tekst las uit 2 Kronieken 7:14, hetzelfde vers dat werd gebruikt bij de beëdiging van Reagan.
Trump benoemde Pence op 26 februari 2020 als federaal coördinator van de maatregelen tegen het coronavirus. Het besluit werd fel bekritiseerd vanwege de problemen met de gezondheidszorg in Indiana onder Pence. De kritiek leefde weer op toen Pence begin mei 2020 bij een ziekenhuisbezoek in Rochester, Minnesota, weigerde een mondkapje te dragen. Enkele dagen later erkende hij alsnog dat hij in strijd met het in het ziekenhuis geldende maatregelen had gehandeld.

### Bestorming van het Amerikaanse Capitool in 2021
Mike Pence was een van de personen tegen wie extreemrechtse demonstranten zich richtten tijdens de mars Save America op 6 januari 2021 in een van de laatste weken van Trumps regeringsperiode. Dat mondde uit in de bestorming van het Amerikaanse Capitool. In 2022 vertelde Pence dat president Trump er bij hem op had aangedrongen om de verkiezingsuitslag te wijzigen. Pence weigerde dit omdat het tegen de wet was. Journalisten meldden dat relschoppers tijdens de bestorming opriepen om Pence, die op dat moment een gezamenlijke vergadering van het Congres het Kiescollege voorzat, te lynchen. De aanwezige politici, waaronder Pence en zijn familie, werden ternauwernood in veiligheid gebracht.
Op een jaarlijks diner van politici en journalisten in maart 2023 uitte Pence scherpe kritiek op oud-president Trump voor diens rol in de bestorming. Pence zei dat Trump fout zat omdat hij niet in de positie was om de verkiezingsuitslag ongedaan te maken. De 'roekeloze' woorden van Trump hadden volgens Pence hem, zijn familie en iedereen in het Capitool in levensgevaar gebracht. Pence sprak er schande van dat het Capitool die dag is bestormd.

### Nominatie presidentsverkiezingen
Pence heeft met zijn scherpe kritiek afstand genomen van oud-president Trump, die zich opnieuw kandidaat stelde om genomineerd geworden namens de Republikeinen voor de Amerikaanse presidentsverkiezingen 2024. Pence had zich ook kandidaat gesteld en was hierdoor een concurrent van Trump in de voorverkiezingen. Op 28 oktober 2023 trok hij zich echter terug als kandidaat. Uiteindelijk won Trump de presidentsverkiezingen met J.D. Vance als running-mate.

## Privé
Mike Pence is sinds 1985 gehuwd met Karen Pence-Batten. Zij hebben drie kinderen: Michael, Charlotte en Audrey.
Adams ·
Jefferson ·
Burr ·
Clinton ·
Gerry ·
Tompkins ·
Calhoun ·
Van Buren ·
R.M. Johnson ·
Tyler ·
Dallas ·
Fillmore ·
King ·
Breckinridge ·
Hamlin ·
A. Johnson ·
Colfax ·
Wilson ·
Wheeler ·
Arthur ·
Hendricks ·
Morton ·
Stevenson ·
Hobart ·
Roosevelt ·
Fairbanks ·
Sherman ·
Marshall ·
Coolidge ·
Dawes ·
Curtis ·
Garner ·
Wallace ·
Truman ·
Barkley ·
Nixon ·
L.B. Johnson ·
Humphrey ·
Agnew ·
Ford ·
Rockefeller ·
Mondale ·
Bush ·
Quayle ·
Gore ·
Cheney ·
Biden ·
Pence ·
Harris ·
Vance
- Gemeinsame Normdatei: 1106450876
- International Standard Name Identifier: 0000 0004 9754 0635
- Library of Congress Control Number: no2016100937
- Nationale Bibliotheek van Polen: a0000003512479
- SNAC: w6bw0wmq
- Biographical Directory of the United States Congress: P000587
- Virtual International Authority File: 126146937721413831613
- WorldCat: E39PBJp9tj78pdCqJKrXxHQg8C